# Alice varázslatos tükre
Az Alice varázslatos tükre (eredeti cím: Alice Through the Looking Glass) 1987-ben bemutatott ausztrál televíziós rajzfilm, amely Lewis Carroll Alice Tükörországban című regénye alapján készült, és a Burbank Film Australia koprodukciós filmje.
Ausztráliában 1987. május 15-én vetítették le a televízióban, Magyarországon 1993 novemberében adták ki VHS-en.

## Szereplők
| Szereplő        | Eredeti hang     | Magyar hang     |
| --------------- | ---------------- | --------------- |
| Alice           | Janet Waldo      | Csondor Kata    |
| Vörös királynő  | Janet Waldo      | Czigány Judit   |
| Tom bohóc       | Townsend Coleman | Lippai László   |
| Fehér királynő  | Phyllis Diller   | Pásztor Erzsi   |
| Jabberwock      | Mr. T            | Gesztesi Károly |
| Bandersnatch    | Hal Smith        | Csonka András   |
| Kalauz          | Hal Smith        | Kardos Gábor    |
| Tengeri Peti    | Hal Smith        | Várkonyi András |
| Szörny          | Clive Revill     | Rácz Géza       |
| Kecske          | Clive Revill     | Elekes Pál      |
| Postai hírmondó | Will Ryan        | Wohlmuth István |
| Kentaur         | Booker Bradshaw  | Orosz István    |
| Tweedle Dum     | Jonathan Winters | Kassai Károly   |
| Tweedle Dee     | Jonathan Winters | Incze József    |
| Humpty Dupty    | George Gobel     | Hankó Attila    |
| Fehér lovag     | Alan Young       | Kenderesi Tibor |
| Alice apja      | Alan Dinehart    | Rosta Sándor    |
| Fehér király    | Alan Dinehart    | Simon György    |
| Varázsló        | Alan Dinehart    | Galgóczy Imre   |

## Betétdalok
| Dal                             | Előadó                       |
| ------------------------------- | ---------------------------- |
| Nobility                        | Townsend Coleman Janet Waldo |
| Tweedle Dum és Tweedle Dee dala | George Gobel                 |
| Hupty Dumpty dala               | Jonathan Winters             |
| We're Bad                       | Mr. T Hal Smith Clive Revill |